# Österreichischer Verband für Elektrotechnik
Der OVE Österreichischer Verband für Elektrotechnik (OVE, bis 2005 unter der Abkürzung ÖVE) ist ein 1883 unter dem Namen Elektrotechnischer Verein Österreichs gegründeter technisch-wissenschaftlicher Verband in Österreich. Hinsichtlich elektrotechnischer Normung, Zertifizierung und Blitzforschung vertritt der Verband die österreichischen Interessen in europäischen und internationalen Gremien wie der IEC und dem CENELEC.

## Entstehungsgeschichte
Der Elektrotechnische Verein Österreichs wurde 1883, in einer Zeit der raschen Entwicklung und Verbreitung der Elektrotechnik, in Wien gegründet.
Folgende Ziele sollten damit befördert werden:
- die Entwicklung der Elektrotechnik zu fördern und
- für den sicheren Einsatz von elektrotechnischen Anwendungen Sorge zu tragen,
- den Kontakt zwischen Universitäten und der Wirtschaft herzustellen sowie
- den Informationsaustausch zu dieser jungen Technologie pflegen.

Wichtige Persönlichkeiten der damaligen Zeit wie Ernst Mach, Siegfried Marcus und Josef Stefan traten dem Verein als Gründungsmitglieder bei, wenig später auch Ludwig Boltzmann. Über die Jahrzehnte gab es weitere herausragende Mitglieder, etwa Gottfried Biegelmeier und Heinz Zemanek.
Dem Ziel der sicheren Nutzung von elektrotechnischen Geräten und Anlagen entsprechend, gab der Verband 1889 die ersten Sicherheitsbestimmungen für die Elektrotechnik heraus. Der Elektrotechnische Verein Österreichs war damit im internationalen Umfeld einer der Vorreiter im Bereich der elektrotechnischen Standardisierung.

## Bereiche
- OVE Standardization – Normung & Standardisierung

Der OVE ist die österreichische elektrotechnische Normungsorganisation entsprechend Elektrotechnikgesetz. Der OVE vertritt die österreichischen Interessen offiziell als Mitglied von IEC und CENELEC in der internationalen sowie europäischen Normungsarbeit.
OVE Standardization koordiniert die Erarbeitung von nationalen Bestimmungen für die Elektrotechnik sowie die Übernahme von europäischen und internationalen Normen in das nationale Regelwerk.
- OVE Certification – Prüfung & Zertifizierung

Der OVE ist vertreten in IECEE/CEE, IECQ, ETICS sowie 30 nationalen, europäischen und internationalen Gremien. Der OVE ist die national und international akkreditierte Zertifizierungs- und Inspektionsstelle für Produkte, Verfahren und Systeme für den Bereich der Elektro- und Sicherheitstechnik.
Mit seinen Partnerlaboratorien führt OVE Certification Konformitätsprüfungen von Produkten und Anlagen für Haushalt, Gewerbe und Industrie durch. OVE Certification bestätigt mit seinen Zertifizierungen und Zulassungen objektiv und unabhängig die Einhaltung von nationalen und internationalen Normen.
- OVE Academy – Weiterbildung & Veranstaltungen

Die OVE Academy ist Anbieter von Wissensvermittlung auf dem Gebiet der Elektrotechnik, Informationstechnik und Energietechnik. Sie organisiert Seminare und Vorträge sowie internationale und nationale Kongresse und Tagungen.
- OVE Service GmbH: ALDIS/BLIDS – Blitzortung & Blitzforschung

ALDIS ist ein Gemeinschaftsprojekt von OVE und Austrian Power Grid zur Blitzortung und Blitzdokumentation im zentraleuropäischen Raum. Blitzdaten werden an Wetterdienste, Energieversorgungsunternehmen, Versicherungen und Sachverständige geliefert. ALDIS ist eine anerkannte Blitzforschungsstelle und bietet Beratung zu Blitz- und Überspannungsschutz von Sonderanlagen. Seit Oktober 2023 betreibt ALDIS auch den deutschen Blitz-Informationsdienst BLIDS.

## Fachgesellschaften
Mit seinen Fachgesellschaften zu den Themen Energietechnik, Informationstechnik, Mikroelektronik, Robotik sowie Mess- und Automatisierungstechnik (GMAR – Gesellschaft für Mess-, Automatisierungs- und Robotertechnik) fördert der OVE den aktiven Dialog zwischen Wissenschaft, Wirtschaft und interessierter Öffentlichkeit.
Der Verein zur Förderung der Schalterforschung ist ein 1980 von Werner Rieder gegründeter Verein, der Teil des OVE ist. Er fördert Forschungstätigkeit zu elektrischen Schaltergeräten und verleiht gemeinsam mit dem OVE jährlich den Prof.-Werner-Rieder-Preis.

## Mitgliederorganisationen und Nachwuchsinitiativen
- OVE Fem

OVE Fem (bis 2018 femOVE) ist das Branchennetzwerk für Frauen im OVE und vernetzt Frauen, die im Bereich der Elektrotechnik und Informationstechnik auf unterschiedlichen Hierarchieebenen tätig sind – von Berufseinsteigerinnen über Fachexpertinnen und Innovatorinnen bis hin zu weiblichen Führungskräften. Die Plattform will schon bei Schülerinnen das Interesse an Technik wecken, unter anderem mit dem jährlichen Erlebnistag Girls! TECH UP für Mädchen zwischen 12 und 16 Jahren. Seit 2021 vergibt der OVE jährlich den Girls! TECH UP Role Model Award an herausragende weibliche Vorbilder in technischen Berufen.
- OVE Young Engineers

Zielgruppe der OVE Young Engineers sind Studierende sowie Berufseinsteiger und Berufseinsteigerinnen bis 35 Jahren aus dem Bereich der Elektrotechnik und Informationstechnik.
- LET’S TECH ist eine Online-Plattform für Schülerinnen ab zehn Jahren, Lehrkräfte und Eltern, die Elektrotechnik und IT greifbar machen will.[11]
- Der jährlich stattfindende HTL-Workshop richtet sich an HTL-Lehrkräfte und wird federführend von der APG Austrian Power Grid AG in Kooperation mit dem OVE und Oesterreichs Energie ausgerichtet.[12]
- Jährlich wird der OVE-Energietechnik-Preis im Rahmen der OVE-Energietechnik-Tagung an den wissenschaftlichen und technischen Nachwuchs verliehen. Prämiert werden Abschlussarbeiten an HTLs, Fachhochschulen und Universitäten.[13]
- Angesichts des Fachkräftemangels in der Elektrotechnik-Branche initiierte der OVE 2023 gemeinsam mit mehreren Branchenpartnern (FEEI Fachverband der Elektro- und Elektronikindustrie, Oesterreichs Energie, Bundesinnung der elektrotechnischen Gewerbe, Bundesgremium Einrichtungs- und Elektrofachhandel) die Imagekampagne „Join the Future“.[14] Bis Ende 2024 erzielte die Kampagne unter dem Motto „Werde Zukunftserfinder:in mit Elektrotechnik“ 46.794.714 Bruttokontakte.

## Publikationen
Die Verbandszeitschrift, historisch zu Zeiten des Elektrotechnischen Verein Österreichs bis 1950 unter der Bezeichnung „E und M - Elektrotechnik und Maschinenbau“  erschienen und später im ÖVE unter „e+i elektrotechnik und informationstechnik“ bezeichnet, erscheint achtmal jährlich im Springer-Verlag. Jede Ausgabe ist einem wissenschaftlichen Themenschwerpunkt gewidmet. Dabei reicht die Bandbreite von Mikroelektronik, Informations- und Kommunikationstechnik, Regelungstechnik und Automatisierung, dem elektrischen Maschinenbau, der Energieumwandlung und Energieversorgung sowie der Energiewirtschaft bis hin zum Umweltschutz.
Die OVE-Schriftenreihe ist eine Publikationsreihe zur Veröffentlichung von Arbeiten auf dem Gebiet der Elektrotechnik. Innerhalb der OVE-Schriftenreihe wurde 2010 eine eigene Reihe zur Veröffentlichung von Habilitationen und Dissertationen begründet.
Als Branchenvertretung der Elektrotechnik, Informationstechnik und Energiewirtschaft veröffentlicht der OVE Positionspapiere zu aktuellen Branchenthemen.